# Pamplona (Negros Oriental)
Pamplona és un municipi de la província de Negros Oriental, a la regió filipina de les Visayas Centrals. Segons les dades del cens de l'any 2007 té una població de 34.557 habitants distribuïts en una superfície de 202,20 km².

## Divisió administrativa
Pamplona està políticament subdividida en 16 barangays.
| - Abante - Balayong - Banawe - Calicanan - Datagon - Fatima | - Inawasan - Magsusunog - Malalangsi - Mamburao - Mangoto | - Poblacion - San Isidro - Santa Agueda - Simborio - Yupisan |